# Алкаліфіли
Алкаліфіли (лат. alcali — луг) — мікроорганізми, що розвиваються в лужних середовищах (рН 9,0-11,0).
За Вігелем, до алкаліфілів відносять мікроорганізми з оптимумом рН вище 8,5 і максимальним рН розвитку вище 10. Виокремляють також групи факультативних алкаліфілів з мінімальним рН розвитку менш 8 і облігатних алкаліфілів з мінімальним рН вище 8. До алкалітолерантів відносяться організми з оптимумом рН менше 8,5 і максимальним рН розвитку вище 9.
Облігатні алкаліфи ростуть у межах рН 8,5-11,0; факультативні — 5,0-11,0. До алкаліфів належать, наприклад, амоніфікувальні бактерії. В основному ґрунтові і водні організми. Те ж, що і базофіли, базофільні організми..
У всіх відомих алкаліфілів значення внутрішньоклітинного pH підтримується не вище 9,5. Прокаріоти, що ростуть при екстремальних значеннях pH, виробили різні механізми для підтримки стабільного внутрішньоклітинного pH.